# Kap Mascart
Das Kap Mascart ist ein Kap am nördlichsten Ausläufer der Adelaide-Insel westlich der Antarktischen Halbinsel. Nach der IHO-Abgrenzung ist es der nördlichste und östlichste Begrenzungspunkt der Bellingshausen-See. Darüber hinaus markiert das Kap die südliche Begrenzung der Einfahrt zur Matha-Straße.
Entdeckt wurde es bei der Vierten Französischen Antarktisexpedition (1903–1905) unter der Leitung Jean-Baptiste Charcots. Benannt ist es nach dem französischen Physiker Eleuthère Mascart (1837–1908), Direktor des Bureau Central Météorologique.